# Montclar-de-Comminges
 Montclar-de-Comminges  es una población y comuna francesa, en la región de Mediodía-Pirineos, departamento de Alto Garona, en el distrito de Muret y cantón de Cazères.

## Demografía
| 116 | 104 | 89 | 77 | 70 | 69 |
| Para los censos de 1962 a 1999 la población legal corresponde a la población sin duplicidades (Fuente: INSEE [Consultar]) |     |    |    |    |    |